# 伪鲭鲨属
伪鲭鲨属（学名：Parotodus）是鼠鲨目耳齿鲨科下的一个化石属。

## 化石记录
在始新世至第四纪的化石记录中（年代范围：15.97-0.781万年前）发现了该属。目前在意大利、马达加斯加、西班牙、埃及、日本、马耳他和美国的海相地层中发现了伪鲭鲨属化石。

## 物种[3]
- †贝氏伪鲭鲨 Parotodus benedeni Le Hon, 1871
- †曼格什拉克伪鲭鲨 Parotodus mangyshlakensis Kozlov, 1999
- †帕氏伪鲭鲨 Parotodus pavlovi Menner, 1928